# Literatura budista sánscrita

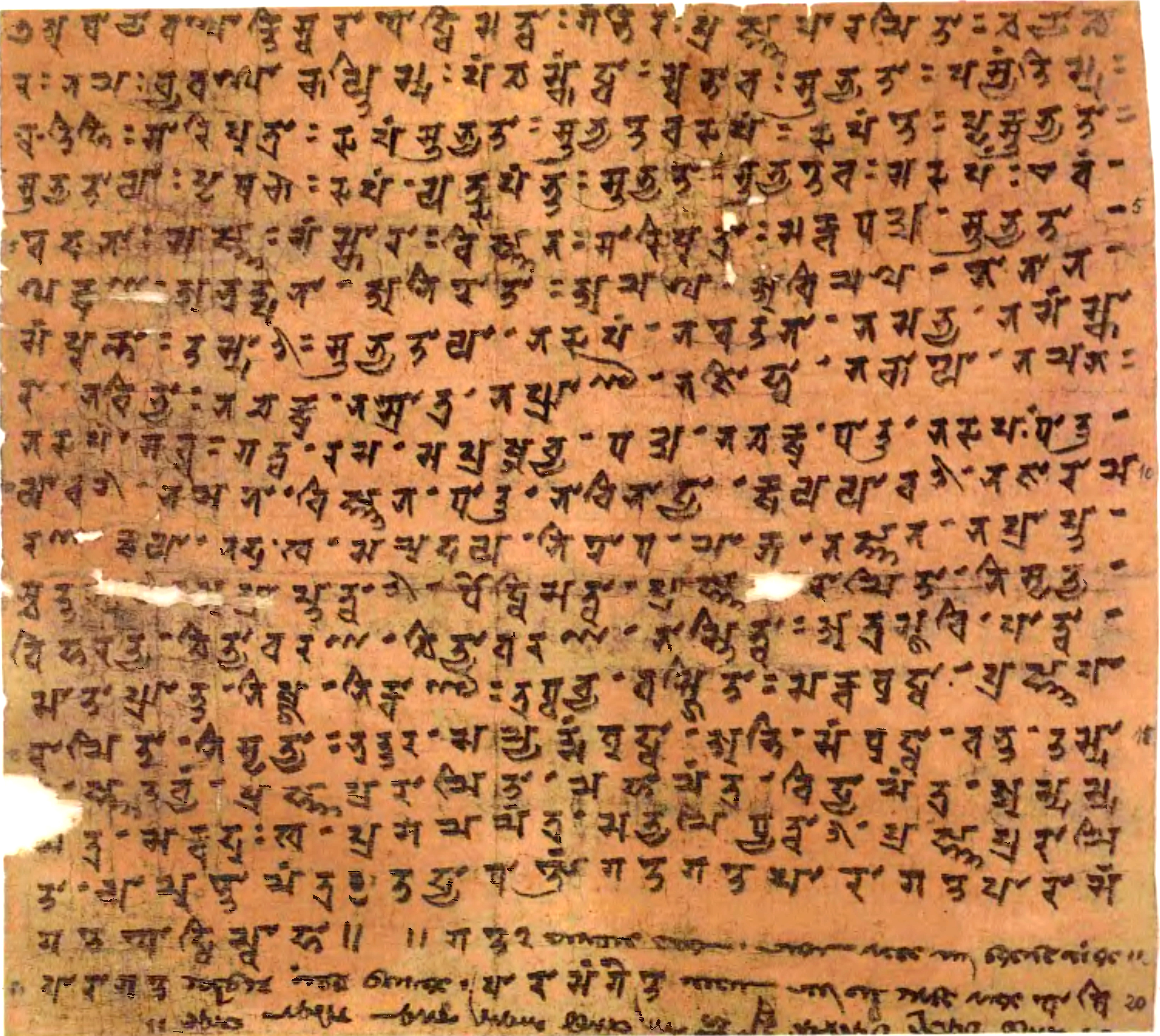
Manuscrito sánscrito del Sūtra del Corazón en escritura Siddhaṃ. Biblioteca Nacional de Francia.

La literatura budista sánscrita se refiere a los textos budistas compuestos bien en sánscrito clásico, en un registro que se ha denominado "sánscrito híbrido budista" (también conocido como "sánscrito budista" y "sánscrito mixto"), o una mezcla de ambos. Varias órdenes budistas parecen haber conservado sus cánones en sánscrito, siendo la más destacada la escuela Sarvāstivāda. Muchos Sūtras Mahāyāna y śāstras también sobreviven en sánscrito.
Durante la Era Tántrica de la India (siglos VIII al XIV), numerosos Tantras budistas fueron escritos en sánscrito, a veces intercalados con lenguas locales como el Apabhramśa, y a menudo conteniendo notables irregularidades gramaticales y métricas.
Los autores budistas indios también compusieron tratados y otras obras literarias en sánscrito sobre filosofía budista, epistemología, jatakas, poesía épica y otros temas. La literatura budista sánscrita es, por tanto, amplia y variada. Aunque un gran número de obras sólo sobreviven en traducciones tibetanas y chinas, muchos manuscritos sánscritos de importantes textos budistas sobreviven en sánscrito y se conservan en numerosas colecciones modernas.
Los budistas también escribieron obras seculares sobre diversos temas como la gramática (vyākaraṇa), la poesía (kāvya) y la medicina (ayurveda).

## Historia

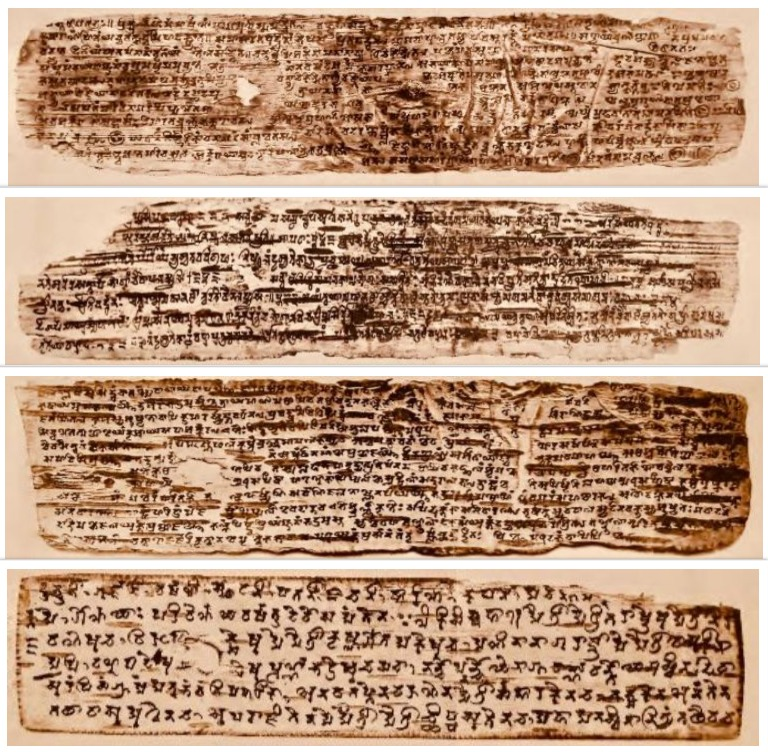
El manuscrito de Bower, una colección de varios textos sánscritos en escritura gupta primitiva, entre los que se encuentra un antiguo tratado médico indio fechado en torno al año 500 de la era cristiana. Fue descubierto en Kucha, Sinkiang.

### Historia en la India

#### La enseñanza de Buda sobre el lenguaje de las escrituras
Los primeros textos budistas fueron compuestos y transmitidos oralmente en dialectos indoarios medios llamados prácritos. Varios pasajes paralelos de los Vinayas budistas afirman que, cuando se le pidió que pusiera los sutras en chandasas, Buda se negó y, en su lugar, dijo que las enseñanzas podían transmitirse en sakāya niruttiyā (sct. svakā niruktiḥ). Este pasaje fue interpretado de diferentes maneras en la India, China y en la erudición occidental. Varias traducciones y pasajes de las obras del Vinaya indio interpretan que "chandasas" se refiere a la lengua utilizada por los brahmanes, es decir, el sánscrito védico, y que "sakāya niruttiyā" se refiere a las lenguas vernáculas o dialectos locales. Este punto de vista también ha sido adoptado por varios estudiosos modernos como Franklin Edgerton.
Sin embargo, los textos Vinaya de la escuela Sarvāstivāda afirman que "chandasas" no se refiere al sánscrito en sí, sino a una entonación védica específica utilizada para cantar los Vedas. Eruditos como Sylvain Lévi han visto esto como un intento de suprimir el rechazo del Buda al sánscrito, pero otros eruditos apoyan la lectura del término nirutti en el sentido de "entonación", "recitación" o "canto".
El filólogo británico K.R. Norman define nirutti como "sinónimo" o "glosa". Bryan Levman señala que el término también puede significar "explicación de palabras", "análisis gramatical", "etimología", "pronunciación" o "forma de expresión". Levman sostiene que numerosos usos del término en el canon pali apoyan la idea de que el término significa aquí una descripción o "explicación, no necesariamente etimológica, del significado de una palabra o texto." Según el Levman, el famoso pasaje del Vinaya sobre el lenguaje puede entenderse en el sentido de que el Buda no aprobaba a ciertos monjes que utilizaban sus propios términos, expresiones y explicaciones en lugar de la terminología especial desarrollada por el Buda para explicar sus enseñanzas. Cuando algunos monjes le dijeron esto al Buda, recomendaron que la palabra del Buda se pusiera en chandasas (metros védicos y formas de canto), pero el Buda se negó y dijo que la enseñanza debía transmitirse simplemente usando su "propia terminología" (sakāya niruttiyā).

#### Sanskritización y adopción del sánscrito
Los primeros budistas utilizaban una variedad de dialectos prácritos relacionados con el Indoario medio. La tradición Theravada acabó adoptando una forma de Indoario medio, llamado Pāli, como lengua canónica, y el Canon Pali se escribió en esta lengua en el siglo I a. C. en Sri Lanka. Sin embargo, en el norte de la India y en Asia Central, los textos budistas se transmitían en otros prácritos como el Gandhari. Los textos budistas del norte también se sanscribieron a menudo en diversos grados y se tradujeron a otros dialectos y lenguas.
Además, a partir del siglo III, varios nuevos textos budistas en la India comenzaron a componerse en sánscrito estándar. Con el tiempo, el sánscrito se convirtió en la principal lengua de las escrituras budistas y de la escolástica en el norte de la India. En ello influyó el auge del sánscrito como lingua franca política y literaria del subcontinente indio, lo que tal vez refleje una mayor necesidad de patrocinio por parte de las élites. Por ello, muchos manuscritos de las tradiciones budistas del norte suelen estar en sánscrito, ya sea clásico o en una forma no estándar, a menudo llamada "sánscrito budista," "sánscrito mixto" o "sánscrito híbrido budista". El sánscrito mixto es una lengua intermedia que contiene elementos de un prácrito desconocido y del sánscrito estándar.
Edgerton señala que una característica del sánscrito budista es que "desde el principio de su tradición, tal como la conocemos (es decir, según los mss. que tenemos), y cada vez más a medida que pasaba el tiempo, se modificó en dirección al sánscrito estándar, mientras seguía conservando evidencias de su origen índico medio".  Las obras budistas en sánscrito híbrido varían en su grado de sanscritización. Tal vez el más antiguo de estos textos sea el Mahavastu (hacia el siglo II a. C.), que sólo contiene ligeros elementos sánscritos, mientras que las obras posteriores (como varios sutras del Mahayana) están más sanscritizadas, aunque también contienen una terminología única que no se encuentra en otras obras sánscritas estándar.
Sukumar Sen no está de acuerdo con la opinión de Edgerton de que el sánscrito budista es una lengua "híbrida". Sen escribe que "el sánscrito budista no es una lengua híbrida" y que su estructura es la de una lengua similar al sánscrito pero menos rígida gramaticalmente y más natural y ordinaria. Puede haber sido similar a un sánscrito hablado utilizado para los negocios y otras comunicaciones. Según Sen, llamar a esta lengua "híbrida" no es correcto, ya que este sánscrito budista no era una lengua artificial creada a partir de la fusión del sánscrito y el Prākṛits.
Sea como fuere, el sánscrito budista se convirtió en la principal lengua religiosa utilizada por los budistas del norte de la India con fines religiosos y, con el tiempo, estas obras adoptaron formas sánscritas más estándar.
La sanscritización de la literatura budista estuvo especialmente influenciada por los budistas del noroeste de la India, especialmente los de la tradición Sarvāstivāda. Durante el reinado del emperador Kushan (30-375 de la era cristiana) Kanishka (128-151 de la era cristiana), parece que se celebró un importante concilio budista Sarvāstivāda, bien en Gandhara o en Cachemira. Durante este concilio se trabajó en el canon Sarvāstivāda, que ya se transmitía en forma de sánscrito. Los principales comentarios del Sarvāstivāda-Vaibhāṣika también fueron compuestos en sánscrito. Un influyente y extenso comentario en sánscrito conocido como el Mahā-Vibhāshā ("Gran Exégesis") también fue compuesto alrededor de esta época. Según Maurice Winternitz, se han conservado numerosos fragmentos del canon sánscrito Sarvāstivāda, especialmente a partir de hallazgos arqueológicos en el Turquestán Oriental, y también de citas en otras fuentes.
Otras escuelas budistas indias, como la Mahāsāṃghika-Lokottaravāda y la Dharmaguptaka, también adoptaron el sánscrito o sanscribieron sus escrituras en diferentes grados.

#### Razones para la adopción del sánscrito

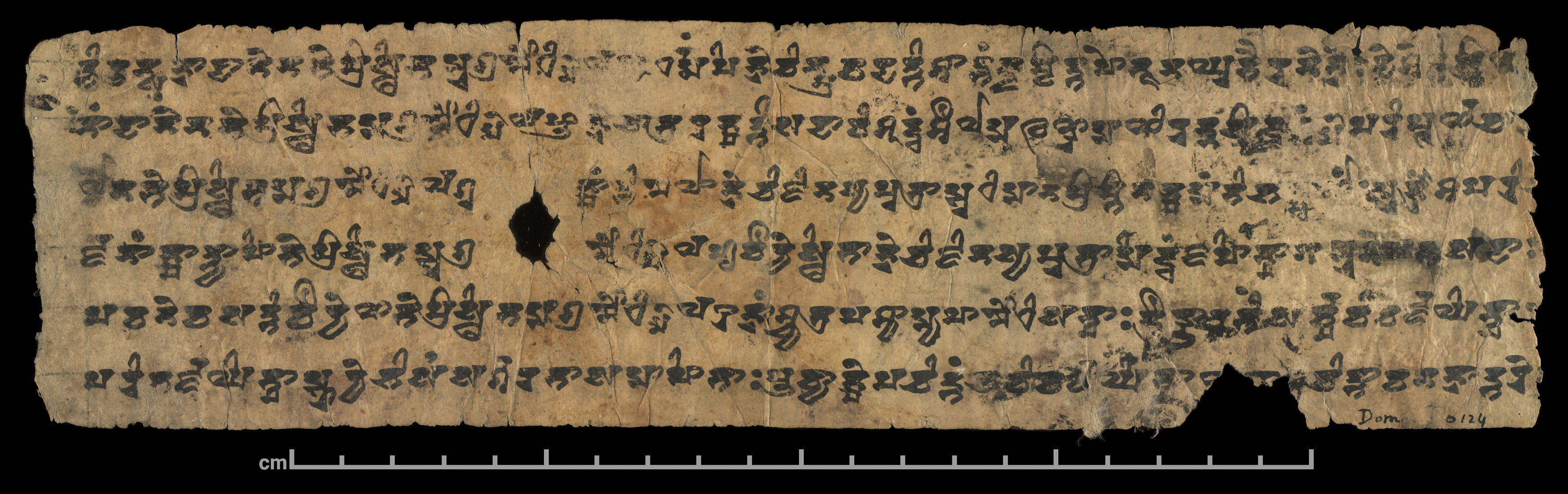
Un manuscrito sánscrito del Sutra del Loto en escritura Brahmi del Turquestán Sur

Los estudiosos no están seguros de qué condujo a la adopción generalizada del sánscrito por parte de los budistas indios, y se han ofrecido varias teorías.
Según Johannes Bronkhorst, parte de la razón por la que los budistas adoptaron el sánscrito se debió a la influencia cultural y política de los brahmanes. Dado que los budistas pasaron a depender del apoyo de las clases reales y de la élite, "la adopción del sánscrito se convirtió en una cuestión de ajuste a las exigencias del momento." Bronkhorst sostiene que el uso del sánscrito habría facilitado las interacciones entre los budistas y las cortes reales de habla sánscrita, de las que los budistas dependían para su apoyo material.
Vincent Eltschinger escribe que las pocas fuentes antiguas que hablan del fenómeno de la sanscritización de los textos budistas "justifican el recurso, si no directamente al sánscrito, al menos a la gramática (sánscrita), sobre la base de la necesidad sentida de desafiar el monopolio de los brahmanes sobre el lenguaje conceptual y formalmente bien formado y la elocuencia. En otras palabras, lo que pretendían estos budistas podría haber sido la autoautorización, la capacidad didáctica y la superioridad en el debate". Según esta opinión, los budistas adoptaron el prestigio del sánscrito para legitimar sus enseñanzas como autorizadas.
 

Este punto de vista está respaldado por ciertos pasajes de los textos de la tradición Mahayana del Norte. Por ejemplo, el Bodhisattvabhūmi (¿250-300?) afirma que "un bodhisattva estudia la ciencia lingüística para despertar la confianza de los apegados a la lengua sánscrita eligiendo frases y sílabas bien formadas." Asimismo, el Sūtrālaṅkāravṛtti bhāṣya de Sthiramati (¿siglo VI de nuestra era?) afirma:
Un bodhisattva estudia la ciencia lingüística (śabdavidyā) tanto para autorizarse entre los demás expertos a causa de su [propia] habilidad en la lengua sánscrita (saṃskṛtalapita) como para vencer a los maestros alódoxos (tīrthika) que se vanaglorian de conocer el tratado(/ciencia) lingüístico (śabdaśāstra). 
Según Eltschinger, fuentes Yogacara como éstas "atribuyen un triple propósito al estudio de la gramática (sánscrita): autorizar el discurso de un bodhisattva para que no se convierta en el blanco de los sarcasmos de los pseudoexpertos; permitirle predicar la Ley Budista en un lenguaje conceptualmente preciso y formalmente irreprochable; hacer que posea la elocuencia que le permita derrotar a sus oponentes en el debate." Otro uso importante de saber sánscrito, según Eltschinger, era que permitía a los budistas estudiar las escrituras de los no budistas, con el objetivo de derrotarlos en el debate.
Algunos estudiosos (como Heinrich Lüders) también han argumentado que la adopción del sánscrito pudo ser una estrategia para convertir a los brahmanes al budismo. Alex Wayman sostiene que muchos budistas eran brahmanes conversos que sentían que el budismo se quedaría atrás si no adoptaba la prestigiosa lengua sánscrita, pero al mismo tiempo querían conservar algunas de las formas índicas que consideraban expresiones utilizadas por Buda. Debido a esto, surgió el sánscrito mixto.
 

Además, Jean Filliozat argumentó que el sánscrito se adoptó por la necesidad de una lengua franca:
Cuanto más evolucionaban los pracritos, más se diferenciaban y más se hacía necesario recurrir a una lengua común para comunicarse en un mundo budista cada vez más vasto, así como para realizar un proselitismo activo en muchas regiones. Sólo el sánscrito era esa lengua. Era el mejor instrumento de entendimiento mutuo del que disponían los monjes de las distintas provincias que se reunían en los distintos lugares sagrados.
Oskar von Hinüber, por su parte, sostenía que los budistas no hacían más que seguir "un desarrollo general dentro de la cultura india" que no se limitaba al budismo y que veía un proceso de sanscritización en todo el subcontinente.

#### El desarrollo de la literatura budista sánscrita

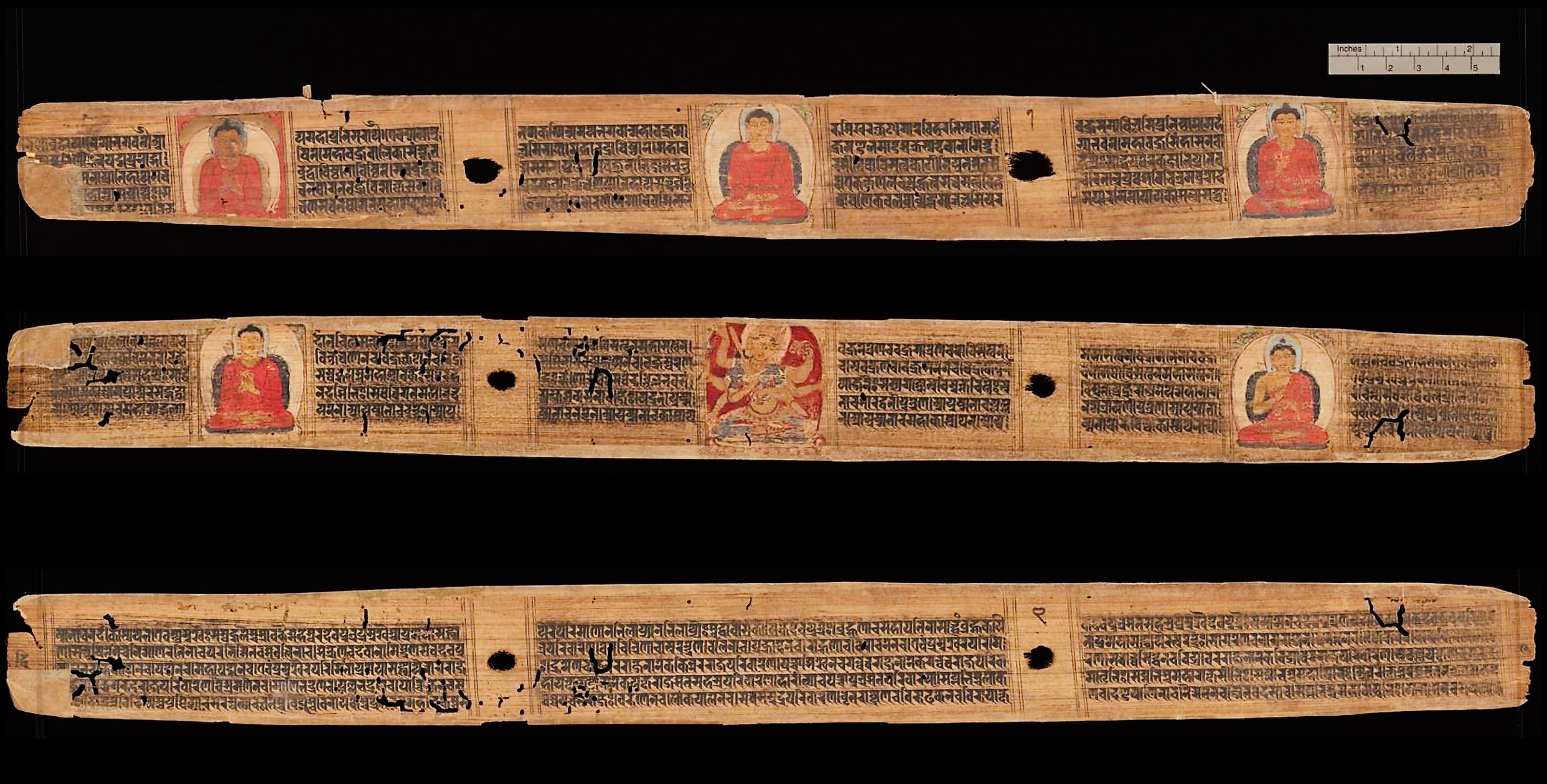
Manuscrito del del Pancaraksa dharani

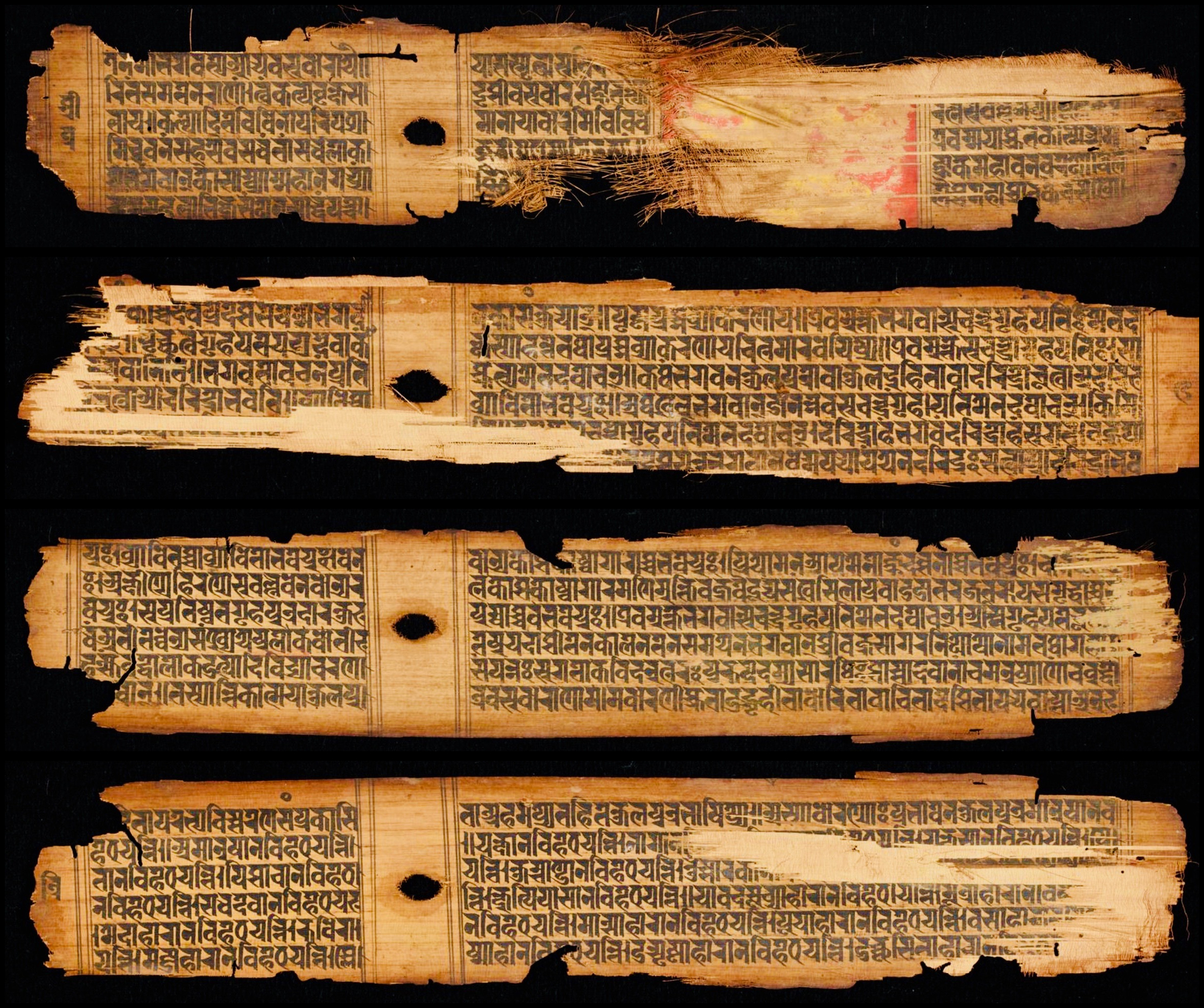
Manuscrito Vasudhara dharani, sánscrito budista, escritura Pala, c. 1123 d. C.

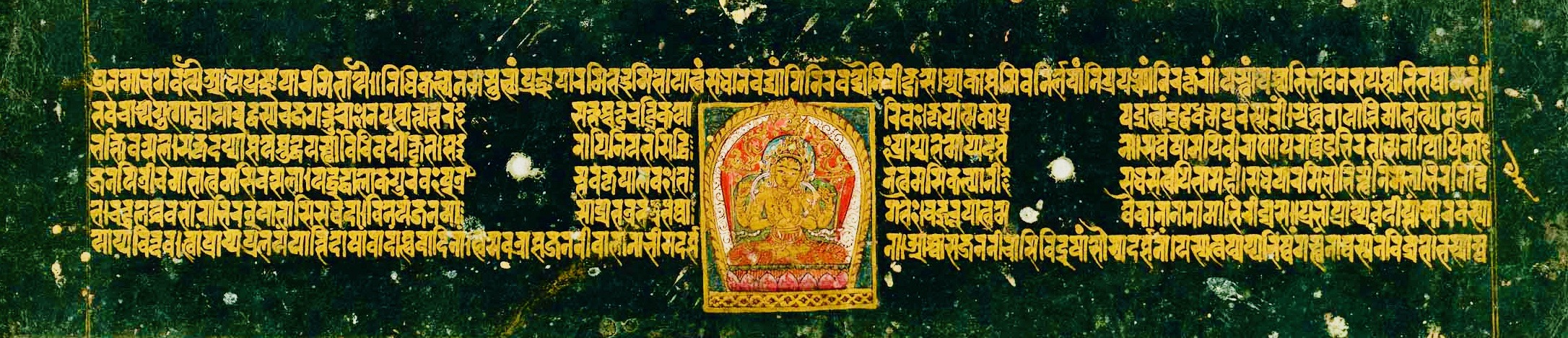
Manuscrito en sánscrito del Aṣṭasāhasrikā Prajñāpāramitā Sūtra, en escritura Nepalaksara.

Siete hojas de un manuscrito del Gandavyuha-sutra, India oriental, periodo Pala.

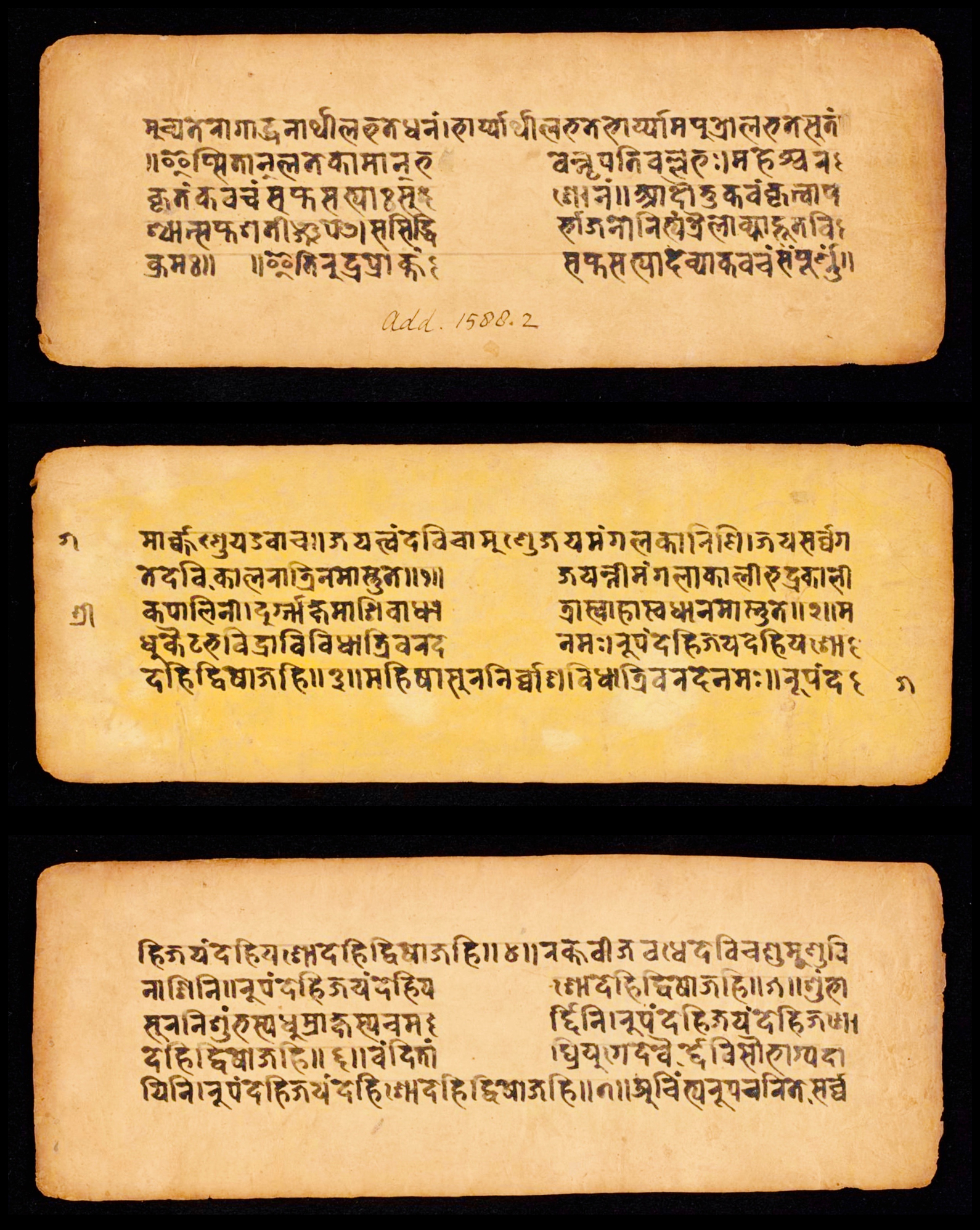
Manuscrito Devikavaca stotra, sánscrito, escritura Nepalaksara,, Nepal.

El uso budista del sánscrito clásico para fines literarios comenzó posiblemente con el poeta Aśvaghoṣa (c. 100 EC), autor del Buddhacarita (un poema épico de estilo mahakavya) y uno de los primeros dramaturgos sánscritos. Aśvaghoṣa era un brahmán y puede haber tenido una educación brahmánica clásica. Las obras poéticas de Aśvaghoṣa y de otros poetas sánscritos como Mātrceta y Āryaśūra eran muy populares en la India y se recitaban y memorizaban ampliamente según el monje Yijing.
El sánscrito fue también una lengua importante para el budismo mahayana. Muchos sūtras Mahāyāna fueron compuestos y transmitidos en sánscrito. Algunos de los primeros y más importantes sutras Mahayana son los sūtras Prajñāpāramitā, muchos de los cuales sobreviven en manuscritos sánscritos. Varios estudiosos han argumentado que muchos de estos sutras Prajñāpāramitā pueden haberse desarrollado entre la tradición Mahāsāṃghika en la región de Āndhra del sur de la India (alrededor del siglo I a. C.).
Los filósofos budistas indios de las escuelas Vaibhasika, Sautrantika, Madhyamaka y Yogacara también escribieron principalmente en sánscrito. Entre ellos se encuentran figuras muy conocidas como Kumāralatā, Nāgārjuna, Āryadeva, Matrcetā, Āryasura, Asaṅga, Vasubandhu, Yaśomitra, Dignāga, Sthiramati, Dharmakīrti, Bhāviveka, Candrakīrti, Śāntideva y Śāntarakṣita.
Las épocas del Imperio Gupta (siglos IV a VI) y del Imperio Pāla (siglos VIII a XII) vieron el crecimiento de grandes instituciones educativas budistas como Nālandā y Vikramashila. Maurice Winternitz escribe que en estas grandes universidades budistas se estudió filosofía budista junto con "todas las ramas del conocimiento secular" durante cientos de años. Los peregrinos chinos a la India, como Yijing, también describieron cómo, en estas universidades, el estudio de la filosofía budista iba precedido de un amplio estudio de la lengua y la gramática sánscritas.
Grandes filósofos budistas como Dignaga y Dharmakirti enseñaban filosofía budista en estas universidades en lengua sánscrita. Estas universidades también atraían a estudiantes extranjeros de lugares tan lejanos como China. Uno de los más famosos fue el peregrino chino del siglo VII Xuanzang, que estudió el budismo en sánscrito en Nalanda y se llevó más de 600 manuscritos sánscritos a China para su proyecto de traducción.
La escritura del sánscrito budista se ha basado en varias escrituras índicas a lo largo de su historia. Las primeras obras en sánscrito budista se escribieron principalmente en la escritura Brahmi y también en la escritura Karosti (en Gandhara). Posteriormente, las obras budistas en sánscrito se escribieron con otras escrituras índicas que se desarrollaron a partir de la escritura Brahmi, principalmente la escritura Gupta y la Siddhaṃ (utilizada entre 600 y 1200). Los manuscritos budistas nepaleses suelen utilizar la escritura Ranjana o la Prachalit (Newar).
Algunas obras sánscritas que fueron escritas por budistas también abarcan temas seculares, como la gramática (vyākaraṇa), la lexicografía (koṣa), la poesía (kāvya), la poética (alaṁkāra) y la medicina (ayurveda).
Durante la Era Tántrica de la India (siglos VIII al XIV), se escribieron numerosos Tantras budistas y otra literatura esotérica en sánscrito. Las obras budistas esotéricas son únicas en el sentido de que a menudo contienen sánscrito no estándar (es decir, no siguen a Panini), elementos pracríticos y también influencias de lenguas regionales como el apabhramśa y el bengalí antiguo. Este sánscrito tántrico no es el mismo que el sánscrito budista, sino es una forma exclusiva de los textos tántricos budistas que contiene pocas palabras índicas medias. Estas formas vernáculas se encuentran a menudo en versos (dohas) que pueden encontrarse dentro de textos esotéricos en sánscrito. Ejemplos de estos textos esotéricos en sánscrito no estándar son los tantras Kṛṣṇayamāri, Caṇḍamahāroṣaṇa y Saṃvarodaya.

### Fuera de la India

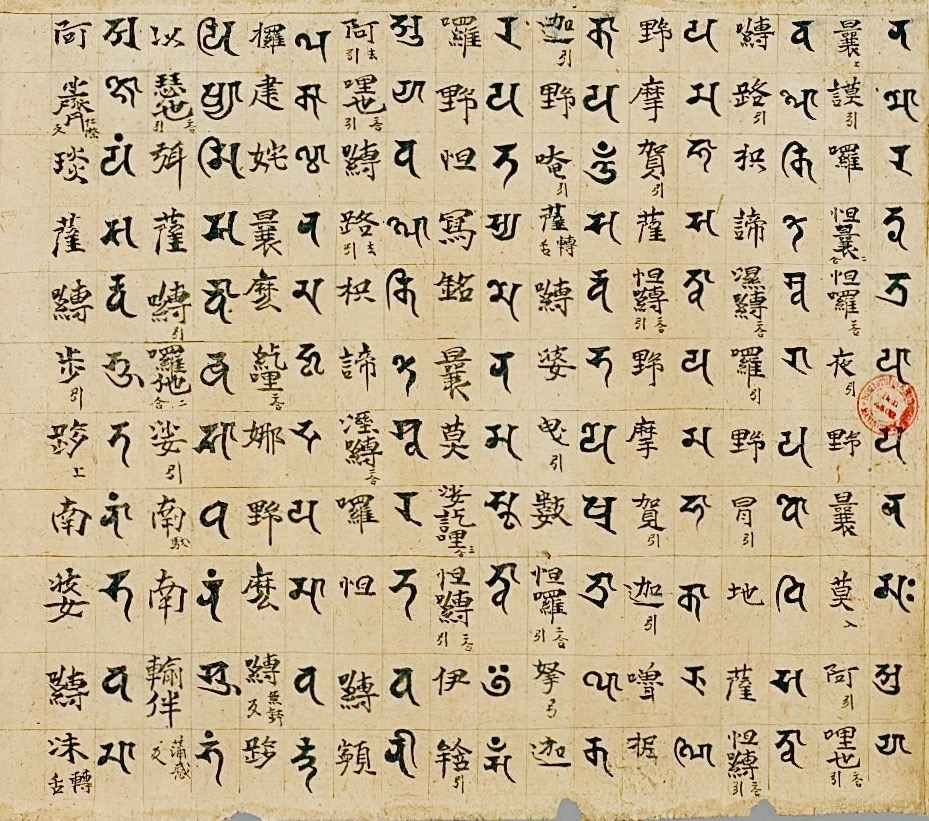
Fragmento del Nilaṇṭhanāmahṛdaya dhāraṇī ambos escritos en escritura Siddhaṃ y transliterados en caracteres chinos.

#### Asia Oriental
La transmisión del budismo por la ruta de la seda durante el primer milenio fue testigo de un amplio intercambio de literatura budista sánscrita: los asiáticos viajaban a la India para obtener manuscritos sánscritos y los indios viajaban a China y a Asia Central para difundir el budismo. La influencia de la cultura budista sánscrita se extendió por una gran región durante este periodo. Los detalles de este intercambio cultural dentro de Asia pueden encontrarse en textos clásicos como Un registro de los reinos budistas de Faxian, y Registro de las regiones occidentales (siglo VII) de Xuanzang.
El sánscrito budista ejerció una fuerte influencia en la lengua china. Por ejemplo, la práctica lexicográfica china llamada fǎnqiè (反切) estuvo influenciada por el sánscrito budista. Varias formas literarias y metáforas chinas también se inspiraron en las obras budistas sánscritas. Fuwei Chen calcula que unas 30.000 palabras sánscritas fueron introducidas en el chino a partir de fuentes budistas sánscritas. Los budistas chinos también produjeron léxicos de chino y sánscrito, como el Fānfànyǔ (La traducción del sánscrito, 翻梵語, T. 2130, c. 517), que contiene numerosos préstamos de palabras sánscritas al chino. Algunas de las fuentes más importantes sobre este intercambio cultural proceden de regiones fronterizas como Dunhuang y las cuevas de Mogao.

#### En el Tíbet
Durante la era Pāla, el budismo Vajrayana floreció y sus textos y erudición se realizaron principalmente en sánscrito. Cuando el Vajrayana se extendió a las regiones himalayas del Tíbet, Bután y Sikkim, los manuscritos budistas en sánscrito y los eruditos también entraron en estas regiones. El Tíbet medieval fue un centro importante para el estudio y la traducción de obras budistas en sánscrito, así como para el estudio de gramáticas sánscritas indias (como el Sārasvatavyākaraṇa), poesía y obras sobre poética (como el Kāvyādarśa), teatro (nāṭaka) y otras ciencias indias (vidyāsthānas). Estas fuentes sánscritas tuvieron un impacto significativo en la cultura intelectual tibetana.
El esfuerzo de traducción fue a menudo una colaboración en la que participaron pandits indios y eruditos tibetanos y el apoyo de reyes tibetanos como Thri Songdetsen (742-c.797). Este proceso condujo a la creación de una nueva lengua literaria tibetana, una "lengua del dharma" (Tib. chos skad) fuertemente influenciada por el sánscrito, y creada con el propósito específico de traducir textos budistas sánscritos. También produjo el Mahavyutpatti, el gran diccionario sánscrito-tibetano, con un comentario, el Léxico en dos volúmenes.

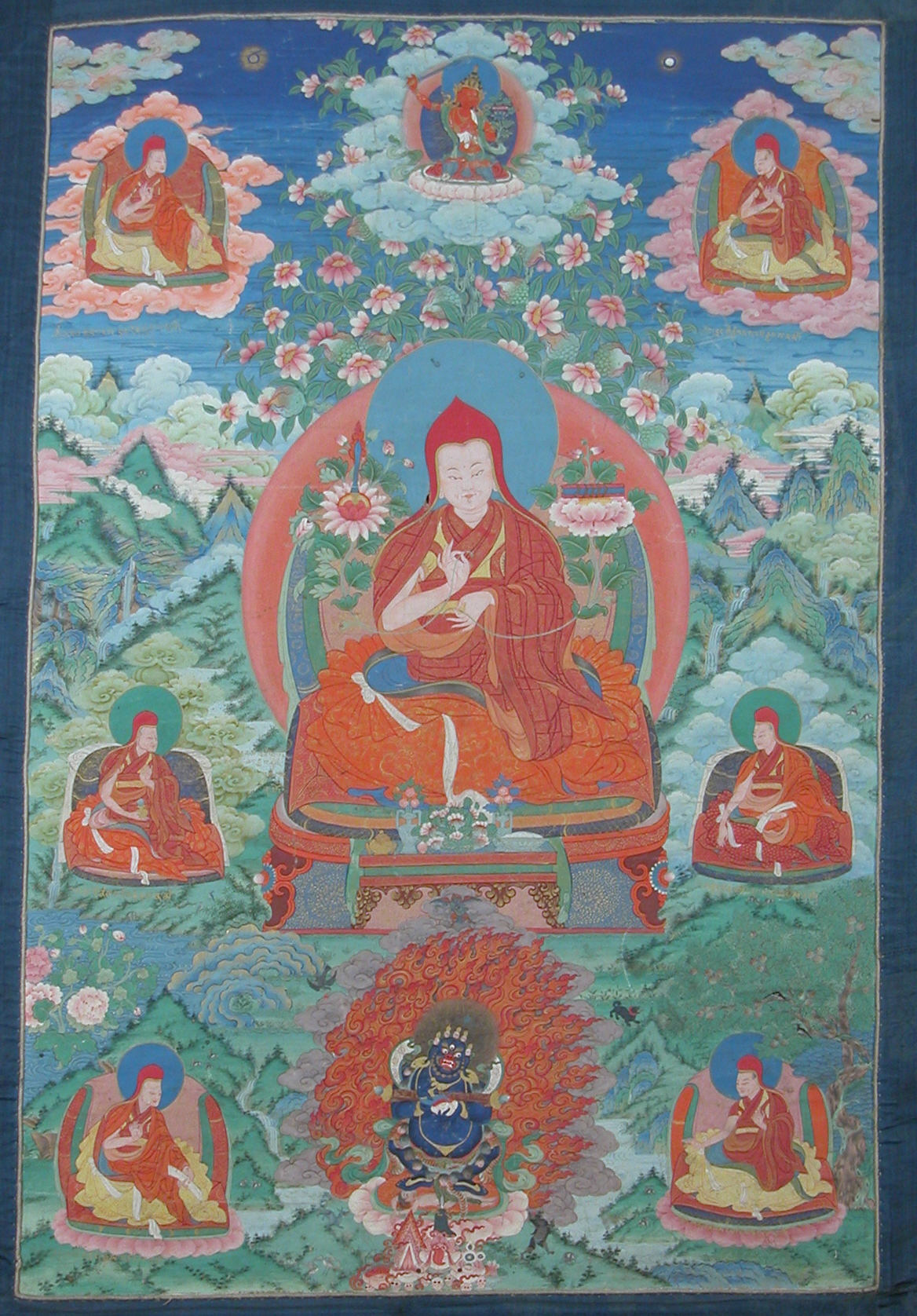
Pintura thangka de Sakya Pandita, Tíbet oriental, siglo XVIII

El erudito budista tibetano Sakya Pandita (1182-1251) era un conocido estudioso de la gramática y la literatura sánscritas, y promovió el estudio de estas disciplinas entre los eruditos tibetanos durante la época de la "Nueva Traducción". Había estudiado gramática sánscrita, poética, kavya, lexicografía y teatro con pandits indios como Sakyasribhadra. Según Jonathan Gold, Sakya Pandita sostenía que los eruditos tibetanos debían formar una guardia de élite para proteger el Dharma de Buda de la corrupción. Sakya Pandita consideraba que sus principales herramientas intelectuales eran "las grandes tradiciones indias de gramática, literatura y filosofía". Sakya Pandita escribió varias obras para remediar lo que consideraba una falta de conocimiento de las ciencias indias clásicas por parte de los tibetanos, como su Portal del Aprendizaje. Otros importantes sanscritistas tibetanos del periodo de la nueva traducción que también estudiaron sánscrito con pandits indios fueron Chak Lotsawa y Thropu Lotsawa.
Bajo la dirección de Sakya Pandita, el monasterio de Sakya se convirtió en un importante centro de aprendizaje sánscrito y budista en el Tíbet. La tradición de Sakya Pandita también promovió el estudio de las "cinco ciencias" que se enseñan en las universidades indias como parte necesaria del camino del bodhisattva. Éstas son: "la ciencia lingüística (sabdavidya), la ciencia lógica (hetuvidya), la ciencia médica (cikitsavidya), la ciencia de las bellas artes y los oficios (silpakarmasthanavidya) y las ciencias espirituales (adhyatmavidya) del dharma". Sakya Pandita argumentaba que sin tener unos conocimientos básicos de sánscrito (o al menos sin conocer las estrategias de traducción tibetanas más comunes y los términos sánscritos más importantes), los eruditos tibetanos cometerían numerosos errores al interpretar las escrituras traducidas al tibetano. Por eso, para él, el erudito budista ideal tenía al menos unos conocimientos básicos de sánscrito.
A partir del siglo XV, los budistas tibetanos fueron pioneros en la impresión xilográfica de obras sánscritas. Según Kaptstein, los tibetanos fueron los primeros en utilizar la tecnología de impresión para copiar textos sánscritos. Los tibetanos también tenían una desarrollada tradición de caligrafía sánscrita con numerosas escrituras. Muchos manuscritos de textos budistas en sánscrito han sobrevivido en las bibliotecas monásticas budistas tibetanas. Otro sanscritista tibetano influyente fue el Quinto Dalai Lama (1617-1682). Fue conocido por promover el estudio del sánscrito entre los literatos tibetanos. El regente del Quinto Dalai Lama, Desi Sangye Gyatso (1653-1705), también continuó promoviendo el estudio de textos sánscritos sobre las "ciencias seculares" (vidyāsthāna), como los textos sobre poética, gramática, cálculo astral y medicina. Sus esfuerzos incluyeron asegurar que la Imprenta Zhol del Palacio de Potala imprimiera ediciones de los textos indios necesarios.

#### Theravāda
Aunque el sánscrito no era su lengua canónica, la tradición theravāda medieval también se basó en la gramática, la poética y la lexicografía sánscritas. Los comentarios, subcomentarios y tratados postcanónicos pali suelen citar gramáticas sánscritas y, en ocasiones, reproducen versos sánscritos. La literatura pali en el budismo de Sri Lanka también pasó por un proceso de creciente sanscritización que comenzó durante lo que se denomina "la era de la reforma" de 1157-1270. Durante este periodo, los monjes budistas comenzaron a escribir nuevas formas de poesía pali, así como otros textos influenciados por la literatura sánscrita, como las nuevas gramáticas. Un ejemplo es la Gramática Pali de Moggallana, que está influida por las obras gramaticales sánscritas. Los monjes theravāda medievales también estudiaron los textos budistas sánscritos del subcontinente y sus obras demuestran que estaban familiarizados con la literatura sánscrita mahayana india.
El uso del sánscrito también estaba muy extendido en el sudeste asiático (incluso se utilizaba en inscripciones y rituales) durante el periodo anterior al auge del budismo theravada, que sustituyó en su mayoría al hinduismo y al budismo mahayana en el sudeste asiático. La indianización del sudeste asiático y la influencia de los brahmanes del sudeste asiático también condujeron a una mayor influencia del sánscrito en las culturas del sudeste asiático, que también tuvo un impacto en el budismo. Obras sánscritas como el Ramayana y los Dharmasastras influyeron en la literatura y la cultura de estas regiones, lo que acabó influyendo también en el budismo.

## El sánscrito budista en la era moderna

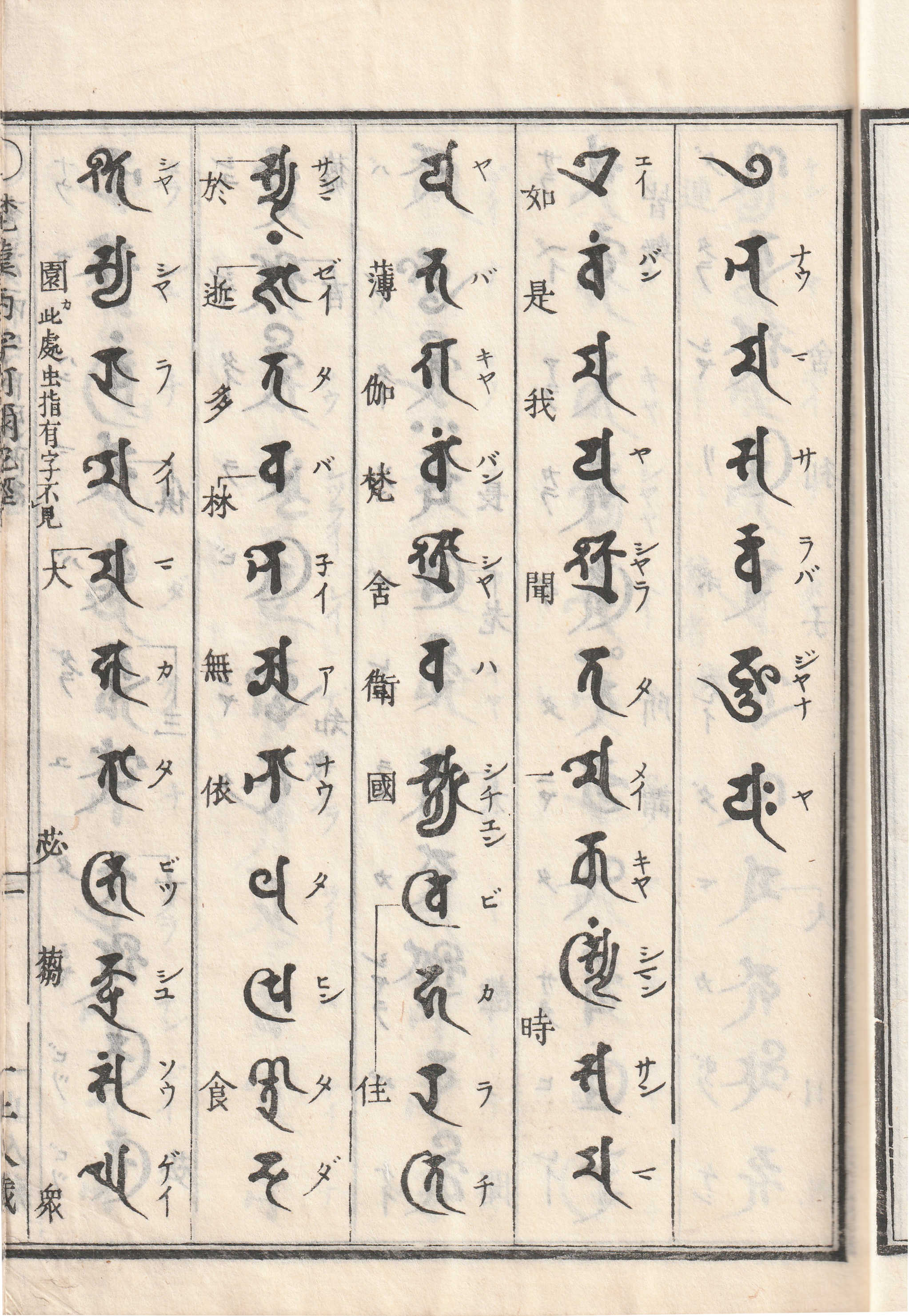
El Sukhāvatīvyūha Sūtra más corto, escrito en katakana, escritura Siddhaṃ y kanji. Este libro se publicó en 1773 en Japón.

El declive del budismo en la India supuso la pérdida de un gran número de textos budistas en sánscrito. En la era moderna, se descubrieron textos budistas sánscritos en numerosas regiones, como Nepal, India, Tíbet, Gilgit (Pakistán), Sri Lanka, etc. Muchos manuscritos budistas sánscritos se encuentran todavía en templos, monasterios y colecciones privadas y no han sido publicados.
El uso del sánscrito como lengua sagrada sobrevive en el budismo newar de Nepal, y podría decirse que la gran mayoría de los manuscritos budistas en sánscrito han sido conservados por esta tradición. La tradición newar es la que más emplea el sánscrito para todos los fines rituales y de estudio, y como tal es la única tradición budista sánscrita viva. También ha producido un número de sanscritistas respetados. Los pandits y los eruditos monásticos nepalíes han contribuido a la producción y propagación de textos budistas en sánscrito, y en Nepal se han encontrado muchas copias completas y fiables en sánscrito de importantes textos mahayana. Esto se debe principalmente a la tradición budista newar, que ha copiado y transmitido estas escrituras hasta la actualidad. Las instituciones nepalesas, como los Archivos Nacionales y los Archivos Asha de Katmandú y el Proyecto de Conservación de Manuscritos Budistas Raros en Lalitpur, están a la vanguardia de la conservación, catalogación y digitalización de los manuscritos budistas sánscritos.
Brian Houghton Hodgson fue el primer erudito occidental que dio a conocer la tradición sánscrita nepalí. En el siglo XIX se publicaron importantes sutras sánscritos utilizando manuscritos nepaleses, como el Kāraṇḍavyūha sutra (1873), el Lalitavistara (1877) y el Aṣṭasāhasrikā Prajñāpāramitā (1888). Muchas de estas ediciones nepalesas fueron reeditadas por Parashuram Lakshman Vaidya.

También se han descubierto muchas obras budistas sánscritas en Asia Central. Uno de los principales hallazgos se produjo en Gilgit en 1931, y la mayoría de ellas se encuentran en los Archivos Nacionales de Nueva Delhi. Otro hallazgo importante se produjo en el Turquestán Oriental (1902, 1904, 1905 y 1913) y fue encontrado por la expedición alemana de Turfán. Se conservan en la Academia de Ciencias de Berlín. Una colección privada conocida como la colección Schøyen, son de Bāmiyān, Afganistán. Otro grupo de textos sánscritos fueron descubiertos por eruditos rusos como Sergey Oldenburg y se conservan en la Academia Rusa de Ciencias de San Petersburgo. 

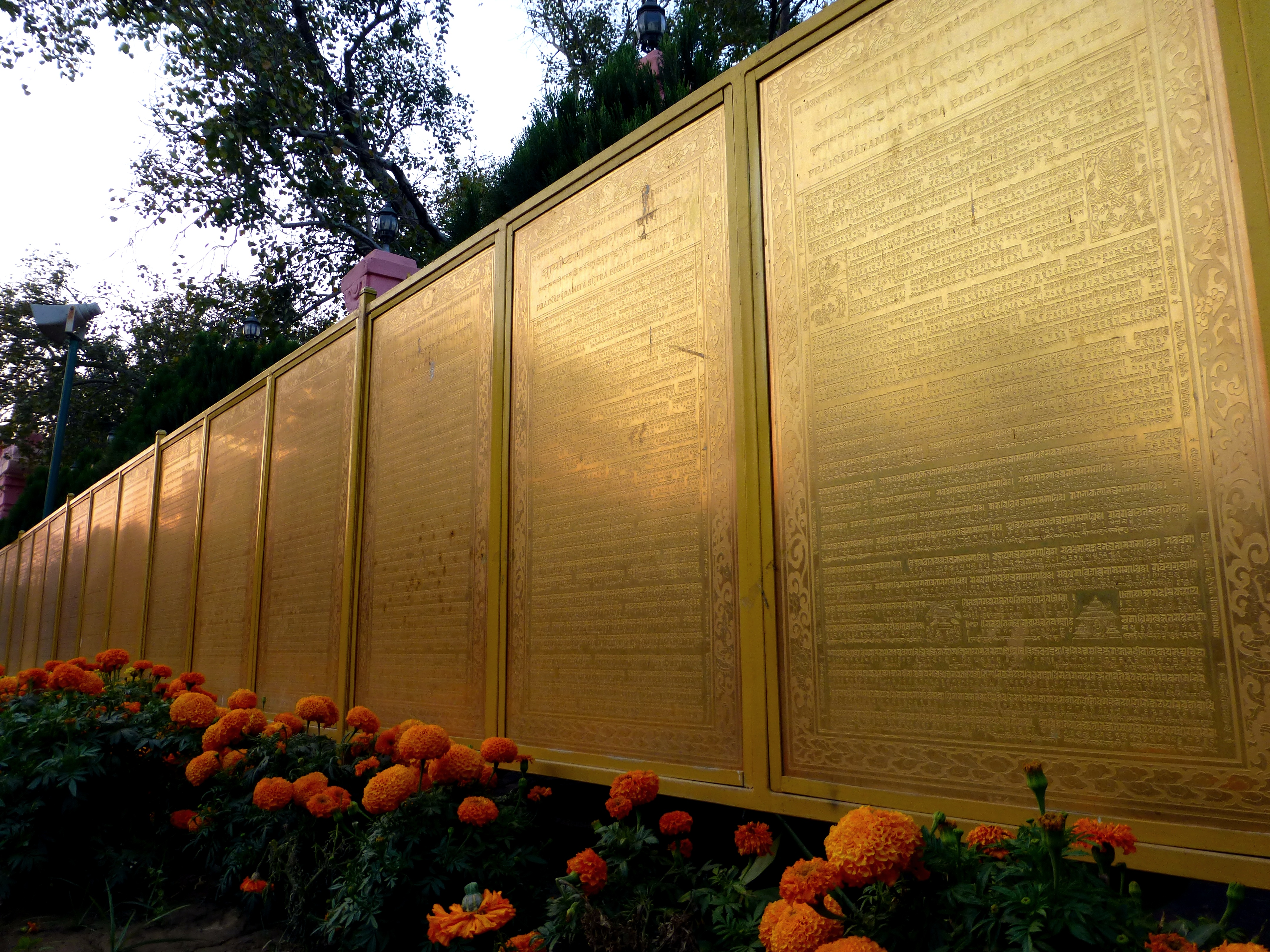
Grabados modernos del sánscrito Prajñāpāramitā en 8.000 líneas en el Templo Mahabodhi restaurado, Bodhgaya (India).

Dentro del budismo de Asia Oriental, los mantras y dhāranīs se siguen recitando en sánscrito. De hecho, numerosos textos budistas del Taishō Tripitaka contienen escritura siddhaṃ, como el mantra sánscrito de la matriz del útero (T. 854 胎藏梵字真言). Algunas tradiciones budistas de Asia oriental, como las escuelas japonesas Shingon y Tendai, también son conocidas por su estudio del sánscrito. Esto está estrechamente relacionado con la importancia de los mantras sánscritos y la influencia de la escritura Siddhaṃ en el budismo esotérico de Asia Oriental.
La tradición budista tibetana también conserva numerosos manuscritos sánscritos y una tradición de estudio del sánscrito. Muchos manuscritos sánscritos se conservaban en los monasterios tibetanos y en el Palacio de Potala. Algunos de ellos fueron fotografiados y catalogados por Rahula Sankrityayan en la década de 1930 y otros están siendo estudiados y publicados por el Centro de Investigación Tibetológica de Pekín junto con la Academia Austriaca de Ciencias.
Los textos budistas en sánscrito también se estudian ampliamente en los programas académicos modernos de estudios budistas, tanto en Occidente como en Asia. Muchas de estas obras son fuentes importantes para comprender el desarrollo del budismo mahayana y su difusión por Asia. El sistema de escritura estándar para la mayoría de las publicaciones académicas sobre textos budistas sánscritos es el Alfabeto Internacional de Transliteración Sánscrita.
Un hito importante en el estudio de la literatura sánscrita híbrida budista fue la publicación por parte de Franklin Edgerton de un Diccionario y Gramática del sánscrito híbrido budista, junto con un Lector, en 1953.
En 2003, la Universidad de Occidente (California) inició el proyecto "Digital Sanskrit Buddhist Canon" (DSBC, Canon budista sánscrito digital), en cooperación con el Instituto Nagarjuna de métodos exactos (Nepal). El DSBC, dirigido por Lewis Lancaster y Min Bahadur Shakya, pretende recopilar, digitalizar y publicar electrónicamente textos budistas en sánscrito. Parte del proyecto incluye también la creación de un canon budista sánscrito reconstruido mediante la recopilación de todos los textos budistas sánscritos existentes. La colección, que consta de unos 545 títulos, está actualmente disponible en http://www.dsbcproject.org./

## Lista parcial de textos budistas sánscritos existentes

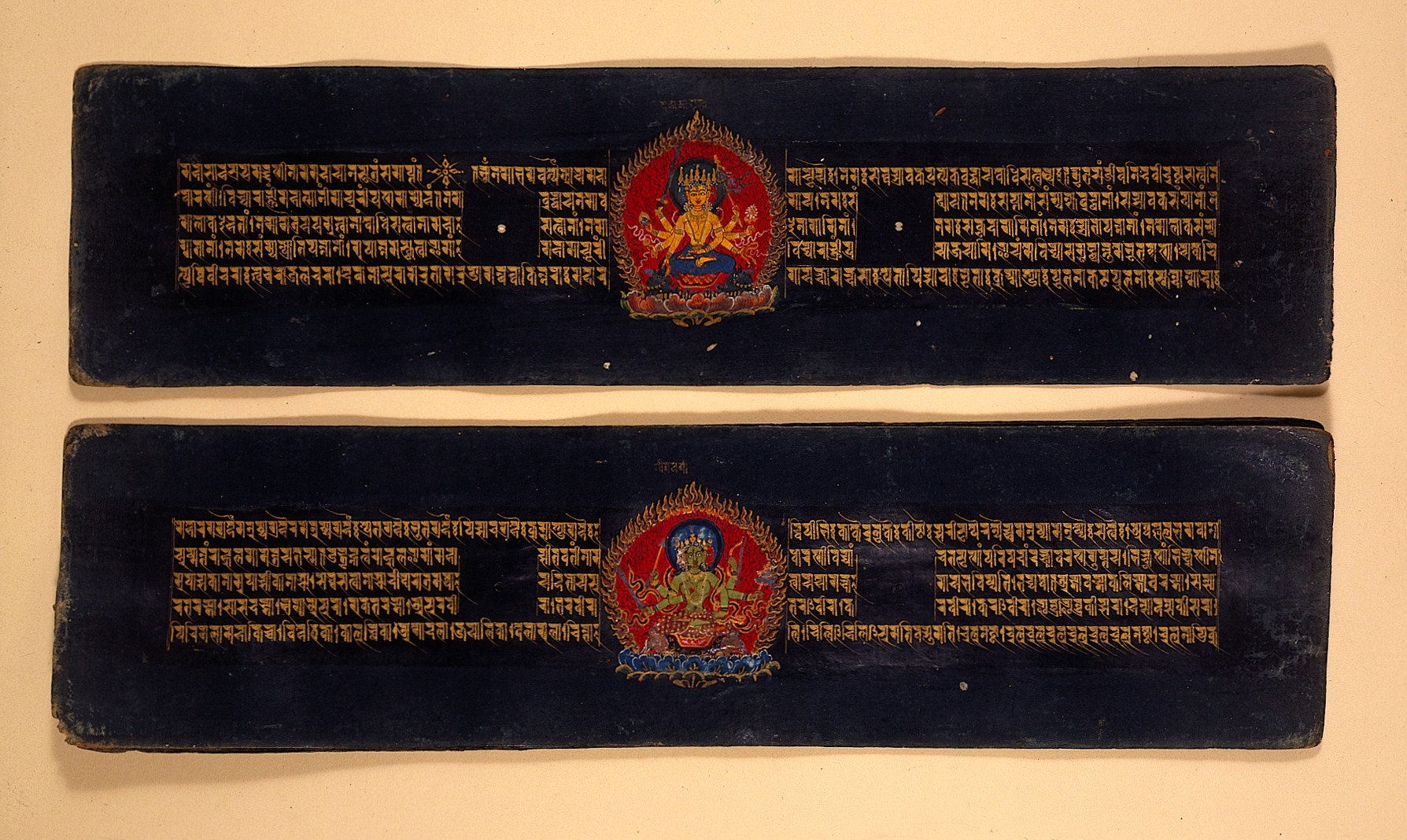
Manuscrito del Pañcarakṣā (CE 1653, escritura ranjana), tinta dorada sobre papel negro.

Esta lista sigue la estructura del proyecto Canon budista sánscrito digital (Digital Sanskrit Buddhist Canon, DSBC) que divide la colección en un Sutrapiṭaka, un Vinayapiṭaka y un Śāstrapiṭaka.

### Sutrapiṭaka
Esto incluye numerosas categorías de textos budistas que se consideran dentro de la clase de "sutra", incluyendo:

#### Āgama
Aunque no existe ningún manuscrito sánscrito de una colección completa de Agama, se han encontrado muchos textos individuales y fragmentos, especialmente en la cuenca del Tarim y en la ciudad de Turfan.
Los textos sánscritos existentes que formaban parte del Sutrapiṭaka sánscrito incluyen: 
- Dīrgha Āgama de Mulasarvāstivāda (se ha encontrado un manuscrito casi completo).[65][66][67] Contiene cuarenta y siete discursos. Incluye algunos sutras que no se encuentran en absoluto en pali, como el Māyājāla sutra, el Catuṣpariṣat-sūtra y el Arthavistara-sūtra.[68]
- Madhyama āgama (fragmentario).[69]
- Saṃyukta Āgama de Sarvāstivāda (fragmentario).[65] Se han conservado y publicado los primeros veinticinco sūtras del Nidāna-saṃyukta.[70]
- El Vidyāsthānopama-sūtra ('Discurso sobre el valor relativo de las variedades del conocimiento') , un sutra del tipo Saṃyukta Āgama sin paralelos en otra colección canónica.[71]
- Mahāparinirvāṇa Sūtra [72]
- Ekottara Āgama (fragmentario).[65][73]
- Kṣudrakāgama (sólo algunos textos)
  - Udānavarga[74]
  - El 'Dharmapada de Patna' [75]
  - Sūtra Nipata (fragmentario)
  - Anavataptagāthā [76][77]
  - Vimānāvadāna (fragmentario)[76]
  - Sthaviragāthā (fragmentario)[78]

#### Prajñāpāramitāsutras
- Śatasāhasrikā Prajñāpāramitā sutra (Prajñāpāramitā sutra en 100.000 líneas/shlokas)
- Pañcaviṃśatisāhasrikā (25,000 shlokas)
- Aṣṭadaśasāhasrikā (18,000 lines) (fragmentos)
- Daśasāhasrikā (10,000) (fragmentos)
- Aṣtasahasrika (8,000 shlokas)
- Adhyardhasāhasrikā (2,500 shlokas)
- Pañcaśatikā  (500 shlokas)
- Vajracchedikā Prajñāpāramitā Sūtra[79]
- Prajñāpāramitā Hṛdaya Sūtra
- Ratnagunasañcayagāthā
- Kauśikaprajñāpāramitāsūtram
- Advayaśatikā
- Suvikrāntavikrāmiparipṛcchā nāma sārdhadvisāhasrikā prajñāpāramitā
- Svalpākṣarā prajñāpāramitā

#### Avataṃsaka sutras
- Avataṃsakasūtra
- Gaṇḍavyūhasūtra
- Daśabhūmikasūtra

#### Ratnakuta sutras
- Kāśyapaparivarta
- Sukhāvatīvyūha Larga
- Sukhāvatīvyūha
- Bhaiṣajyaguruvaidūryaprabharāja sūtra
- Nairātmyaparipṛcchā nāma mahāyānasūtra
- Aparimitayurjnana sutra
- Rāṣṭrapālaparipṛcchā nāma mahāyānasūtram
- Sagarnagarajaparipṛccha sutra
- Triskandhanama Mahayana sutra
- Vimalakīrti Nirdeśa Sūtra
- Akṣayamatinirdeśa[80]

#### Otras sutras Mahayana
- Arthaviniścayasūtram
- Ārya-ṃaitreya-vyākaraṇaṃ
- Āryapratītyasamutpādo nāma mahāyānasūtra
- Āryasāgaranāgarājaparipṛcchā nāma mahāyānasūtra
- Āryasarvabuddhaviṣayāvatārajñānālokālaṃkāranāma mahāyānasūtra
- Āryatriskandha sūtra
- Āryasaṃghāṭa sūtra
- Bhavasaṅkrānti sūtra
- Catuṣpariṣat sūtra
- Lalitavistaraḥ
- Laṅkāvatāra Sūtra
- Mahāmegha sūtra
- Mahāparinirvāṇa sūtra
- Saddharmapuṇḍarīkasūtram (Sutra del Loto)
- Samādhirāja sūtra (Rey de los Samadhis)
- Sarvatathāgatādhiṣṭhānavyūham sūtra
- Suvarṇaprabhāsa sūtra (Luz Dorada)
- Śālistamba Sūtra
- Kāraṇḍavyūhasūtra
- Tathāgataguhyaka (Secretos del Tathagata)
- Ajitasena Sūtra (Ajitasenavyākaraṇam)
- Saddharmasmṛtyupasthāna sūtra (Establecimiento de la atención plena en el verdadero Dharma)
- Pratyutpannabuddhasammukhāvaṣṭhitasamādhi Sūtra (El Samādhi del encuentro directo con los Budas del presente)
- Vinayaviniścaya upāliparipṛcchā
- Maitreyavyākaraṇa
- Jñānālokālaṃkārasūtra[81]

#### Nirdeśa
- Āryābuddhabalādhānaprātihāryavikurvaṇanirdeśanā mamahāyānasūtra
- Āryacaturdharmanirdeśasūtra
- Pratītyasamutpādādivibhaṅganirdeśasūtra
- Svastyayanagāthā

#### Pramāṇa
- Nyāyapraveśaka sūtram

#### Dhāraṇī
Existen numerosos dharanis supervivientes, entre ellos los que se encuentran en varias colecciones de Nepal. Algunos ejemplos son:
- Ārya amoghapāśahṛdaya nāma mahāyānasūtram
- Āryaśrīmahādevīvyākaraṇam
- Ekādaśamukham
- Mahāsannipātaratnaketudhāraṇī sūtraṃ [82]
- Megha sūtra
- Dhāraṇī Saṃgraha (una colección de más de 500 dharanis).[83]
- Nīlakaṇṭha Dhāraṇī
- Uṣṇīṣa Vijaya Dhāraṇī
- Nirvikalpapravesadhāraṇī (Dhāraṇī Para entrar en el estado no mediado), una fuente influyente para las enseñanzas de Mahamudra de Maitripa, así como para otros maestros indios como Sthiramati, Kamalaśīla, Vimalamitra, Ratnākaraśānti y Atīśa.[84][85]

#### Avadāna
Se conservan numerosas colecciones de historias de vidas pasadas (avadanas) en sánscrito, así como avadanas individuales en diversos manuscritos. Las principales colecciones de avadana son:
- Mahāvastu
- Mahāvadānasūtra
- Avadanasataka (contiene 100 historias)
- Divyavadāna (38 historias), cita con frecuencia otros textos como los Agamas sánscritos, Udana y Sthavira-gatha.[87]
- Avadānakalpalatā (108 historias) by the Kashmiri poet Kṣemendra
- Kalpadrumāvadānamālā (26 historias)[88]
- Asokavadanamala
- Vicitrakarnika Avadanamala (32 historias)
- Vrata Avadana
- Bhadrakalpāvadāna (34 historias)
- Dvavimsatya Avadana (22 historias)
- Sugata Avadana
- Ratnamala Avadana (12 historias)
- Bodhisattvavadana
- Uposadhavadana
- Suchandravadana
- Kumāralāta's Kalpanāmaṇḍitikā-dṛṣṭānta-paṅkti (mid-second century), fragmentos
- Svayambhū Purāṇa

#### Jataka
Relatos de vidas pasadas en estilo campū (mezcla de verso y prosa, estilo campu):
- Saṅghasena's Jātakamālā (third century), fragmentos
- Jātakamālā of Āryaśura
- Jātakamālā of Haribhatta
- Jātakamālā of Gopadatta (eighth century), fragmentos
- Jñānayaśas' Jātakastava

#### Tantra
- Carya tantra
  - Ādikarmapradīpa (un manual ritual)[89]
- Kriyā tantra
  - Āryamañjuśrīmūlakalpam
  - Amoghapāśakalparāja[90]
- Sahajayāna
  - Nānāsiddhopadeśaḥ
- Yoginītantra
  - Cakrasaṃvaratantram
  - Hevajra tantra[91]
  - Buddhakapālatantra
  - Ḍākārṇavaḥ
- Tantra darśana
  - Niṣpannayogāvalī ("Guirnalda del yoga perfecto"), un compendio de sādhanas tántricas con descripciones de maṇḍalas y deidades
- Yoga tantras
  - Sarva tathāgata tattva saṅgrahaḥ
  - Sarvadurgatipariśodhana tantra
- Yogottara tantra
  - Advayasiddhiḥ
  - Srivajrabhairava mahayogatantram
  - Caṇḍamahāroṣaṇa tantra
- Anuttarayoga Tantra
  - Śrīguhyasamājatantram
  - Śrīlaghukālacakratantra
  - Āryamañjuśrīnāmasaṅgīti
- Kriyātantraṭīkā
  - Kalpoktamārīcīsādhanam
- Textos rituales Vrata
- Textos de sadhana
  - Sādhanamālā (contiene 312 sadhanas)[92]

### Vinayapiṭaka
Los textos Vinaya tratan principalmente de la disciplina monástica budista. Sin embargo, los textos Vinaya también pueden incorporar sutras, avadanas e historias jataka. Algunos Vinayas sánscritos son:
- Bodhisattva prātimokṣasūtram
- Bhiksu-karmavakya
- Bhiksuni-vinaya
- Mūlasarvāstivāda-vinayavastu
- Prātimokṣasūtram, Mūlasarvāstivāda
- Prātimokṣasūtram, Mahasamghika
- Prātimokṣasūtram, Sarvastivada
- Vinaya sūtram de Gunaprabha
- Vinaya viniscaya Upalipariprccha sutra
- Jayarakṣita's Sphuṭārthā Śrīghanācārasaṃgrahaṭīkā

### Śāstrapiṭaka
Esta categoría incluye varios tipos de Śāstras, es decir, tratados u obras escolásticas:

#### Abhidharma
- Saṃgītiparyāya (fragmentos)[95]
- Abhidharmadharmaskandhapadasastra (fragmentos).[96]
- Jñānaprasthānam śāstram of Katyayaniputra (fragmentos).[97]
- Prajñaptipada (fragmentos)
- Abhidharma-āmrtaṛasa (El sabor de lo inmortal) del tochariano Ghoṣaka, siglo II de nuestra era
- Abhidharmakoṣakārikā y el bhāṣya (comentario) de Vasubandhu
- Tattvārthā Abhidharmakośaṭīkā de Sthiramati, un comentario al Abhidharmakoṣa (fragmentario).[98]
- Sputarthabhidharmakosavyakhya of Yasomitra (un comentario al Abhidharmakosa)
- Arthaviniścayasūtranibandhana, comentario de bhikṣu Vīryaśrīdatta sobre el Arthaviniścayasūtram.[99]
- Abhidharmadīpaḥ y Abhidharmadīpa-ṭīkā
- Abhidharmasamuccaya de Asanga
- Abhidharmasamuccaya-bhāṣya (un comentario al Abhidharma-samuccaya)
- Daśākuśalakarmapathadeśanā
- Mahākarmavibhaṅga
- Subodhālaṅkāraḥ

#### Advayatantraṭīkā
Comentarios a los tantras advaya (no duales): 
- Ḍākinījālasaṃvararahasyam
- Sekoddeśaḥ
- Vāṅmaṇḍalanamaskāraślokāḥ
- Baudha pāribhāṣikāḥ śabdāḥ
- Āryamāyājālamahātantroddhṛtamaṇdalagāthāṭippaṇī
- Laghutantraṭīkā

#### Alaṃkāra (poemas)
- Chandoratnākaraḥ (svopajña samanvitaḥ)
- Vṛttamālāstutiḥ

#### Stotra(himnos)
- Ādibuddhadvādaśakastotram
- Advayaparamārthā nāmasaṅgītiḥ
- Ākāśagarbhanāmāṣṭottaraśatastotram
- Maṅgalāṣṭakam
- Avadhānastotram
- Avalokiteśvarāṣṭakastotram (y otros 17 stotras a Avalokiteśvarā)
- Daśabhūmīśvaro nāma mahāyānasūtraratnarājastotram
- Caityavandanāstotram
- Cakrasaṃvarastutiḥ
- Gaṇeśa stotram
- Hāratī stotram
- Prajñāpāramitāstotram de Rāhulabhadra
- Dharmadhātunāmastavaḥ (Alabanza a Dharmadhatu) y otras obras atribuidas a Nagarjuna (Lokātītastavaḥ, Niraupamyastavaḥ, Paramārthastavaḥ).
- El Satapañcasatka y el Catusataka de Matṛceta
- Mahākālastotram
- (Ārya)mañjuśrīnāmāṣṭottaraśatakastotram
- Aryataranamasatottarasatakastotra (elogio que enumera 108 nombres de Tara)[100]
- Pañcatathāgatastotram
- Varias obras tituladas Śākyasiṃhastotram y otros stotras al Buda Shakyamuni
- Bhadracarīpraṇidhānastotram
- Mañjuvajrastotram
- Gururatnatrayastotram
- Mahogratārāṣṭakastotram
- Vajrapāṇināmāṣṭottaraśatastotram
- Vajrasattvastotram
- Vajrayoginyāḥ piṇḍārthastutiḥ
- Kalyanapancavimsatika de Amritananda[101]
- Lokesvara-staka de Vajradatta[101]

#### Darśana
- Gurukriyākramaḥ
- Gurupañcāśikā

#### Kāvya
- Asvaghosa's Buddhacarita (los primeros 14 capítulos)
- Asvaghosa's Saundaranandam Mahākāvyam
- Buddhavijayakāvyam
- Siddhārthacaritrakāvya
- Sragdharastotra, un poema kavya de Sarvajñamitra en alabanza a Tara[100]
- Subhāṣitaratnakāraṇḍaka
- Yaśodharācaritam
- Triratnasaundaryagāthā
- Saṅgītamālikā
- Maitreyavyakarana (profecía de Maitreya) de Aryacandra (fragmentaria)
- Padyacūḍāmaṇi (una vida épica de Buda) de Buddhaghoṣa (no confundir con el comentarista pali del mismo nombre)[102][103]

#### Kośa
- Arthaviniścaya nibandhana
- Dharmasaṃgrahaḥ
- Dharmasamuccayaḥ
- Mahāvyutpatti
- Lupta bauddhavacana saṁgraha

#### Lekha (epístolaspoéticas)
- Ratnāvalī (Nagarjuna)
- Śiṣyalekha (Chandragomin)
- Suhṛllekhaḥ (Nagarjuna)
- Daṇḍikathā
- Vimalaratnalekhaḥ

#### Prajnaparamitaśāstra
- Abhisamayālaṇkāra-loka
- Abhisamayālaṅkārāntaḥ-pātināṃ-padārthānāṃ
- Abhisamayālaṅkāra-vṛttiḥ-sphuṭārthā
- Āryaprajñāpāramitāvajracchedikāṭīkā
- Pāramitāsamāsaḥ
- Sāratamākhyā pañjikā (un pañjikā sobre el Aṣṭasāhasrikā Prajñāpāramitā de Ratnākaraśānti)[104]
- Asaṅga's Triśatikāyāḥ prajñāpāramitāyāḥ kārikāsaptatiḥ [105]
- Vajracchedikāṭīkā de Kamalaśīla[106]

#### Madhyamakaśāstra
- Mūlamadhyamakārikā, Vigrahavyāvartanī, Yuktiṣaṣṭikārikā y otras obras de Nagarjuna.
- Akutobhaya (un comentario sobre el Mūlamadhyamakakārikā)
- Catuḥstava (Cuatro Himnos) de Nagarjuna
- Amṛtākara's Catuḥstavasamāsārtha, comentario al Catuḥstava[107]
- Catuḥ śatikā de Āryadeva
- Hastavālaprakaraṇa
- Śikṣāsamuccaya-kārikā de Shantideva
- Madhyamakahṛdayaḥ de Bhāviveka
- Madhyamakālokaḥ de Kamalaśīla
- Mahāyānaviṃśikā
- Prajñāpradīpaḥ de Bhāviveka
- Madhyamakāvatāra (Entrando en la Vía Media) por Candrakīrti
- Prasannapadā (madhyamakavṛtti) de Candrakīrti
- Pratītyasamutpādahṛdayavyākhyānam
- Bodhicaryāvatāraḥ de Shantideva
- Bodhicaryāvatāraḥ pañjikā de Prajñākaramati
- Śikṣāsamuccayaḥ de Shantideva
- Bodhipathapradīpaḥ de Atiśa Dīpankara Śrījñāna

#### Yogācāraśāstra
- Yogācārabhūmiḥ
- Abhisamayalankara
- Mahāyānasūtrālamkārakārikā (Asanga) y un Bhāṣya de Vasubandhu[108]
- Madhyāntavibhāga kārikāḥ
- Pañcaskandhaprakaraṇam
- Bhavasaṅkrāntiṭīkā
- Bodhicittotpādasūtraśāstra
- Ratnagotravibhāga
- Madhyanta-vibhaga-karika
- Mahāyānasaṃgraha de Asanga
- Trisvabhāva-nirdeśa de Vasubandhu
- Vimśatikāvijñaptimātratāsiddhi de Vasubandhu
- Triṃśikā-vijñaptimātratā de Vasubandhu
- Viṃśatikā vijñaptimātratāsiddhiḥ de Vasubandhu

#### Madhyamaka-yogācāra śāstra
- Bhāvanākramaḥ de Kamalaśīla
- Caryāsaṅgrahapradīpaḥ
- Cittotpādasaṃvaravidhikramaḥ
- Mahāyānapathasādhanasaṅgrahaḥ
- Tattvasaṃgraha de Śāntarakṣita y su comentario por Kamalaśīla[109]
- Munimatālaṃkāra de Abhayākaragupta (c. 1113).[110]

#### Nāṭaka
- Buddhamatam
- Nāgānandam nāṭaka
- Nālandādahanam

#### Nīti
- Nītiśāstram
- Śatagāthā

#### Pramāṇaśāstras
- Ālambanaparīkṣā and Ālambanaparīkṣāvṛttiḥ de Diṅnāga
- Apohasiddhiḥ de Ratnakīrti
- Hetubinduḥ de Dharmakīrti
- Hetubinduṭīkā
- Kṣaṇabhaṅgasiddhiḥ
- Nyāyabindu prakaraṇakārikā de Dharmakīrti
- Nyāyabinduṭīkā de Dharmottara
- Pramāṇavārtikam y Pramāṇavarttikasvavṛti de Dharmakīrti
- Pramāṇavārttikālaṅkāra de Prajñākaragupta[111]
- Varios textos de Śaṅkaranandana, entre ellos Prajñālaṅkārakārikā, Sarvajñasiddhisaṅkṣepa, Sarvajñasiddhikārikā, Āgamaprāmāṇya-kārikā [112]
- Numerosos textos de Jñānaśrīmitra como el Apohaprakaraṇa, Advaitabinduprakaraṇa, Anupalabdhirahasya, Bhedābhedaparīkṣā y Vyāpticarcā.[113]
- Ratnakīrti - Nibandhāvalī
- Hetutattvopadeśa de Jitāri[114]
- Santānāntarasiddhiḥ
- Tarkaśāstram
- Udayananirākaraṇam
- Vajrasūcī

#### Sautrāntikaśāstra
- Satyasiddhiśāstram

#### śilpa śāstra
- Ātreyatilakam
- Citrakarmaśāstram
- Kriyāsaṃgrahakārikā

#### Vividha
- Āryaśālistambakakārikā
- Āryaśālistambakamahāyānasūtraṭīkā
- Tarkabhāṣā
- Vajrayāna darśana mīmāṁsā

#### Yoginītantraṭīkā
Comentarios a los Yoginītantras:
- Tattvaratnāvalī
- Kāṇhapādasya dohākoṣaḥ
- Guhyāvalī
- Mahāmāyātantram [guṇavatīṭīkāsahitam]
- Tattvajñānasaṃsiddhiḥ
- Śrīcakrasambarābhisamayavyākhyā

#### Anuttarayogatantraṭīkā
- Vimalaprabhā (Luz Inoxidable, un comentario al tantra de Kalachakra)
- Vajravali (Guirnalda de vajras) de Abhayākaragupta

#### Yogottaratantraṭīkā
Comentarios a los Yogottaratantras:
- Cittaviśuddhiprakaraṇa
- Pañcakramaḥ ("Cinco etapas" del Guhyasamaja yoga)
- Śrīguhyasamājamaṇḍalavidhiḥ
- Tattvaratnāvalokaḥ

#### Mahāyogatantraṭīkā
Comentarios a los Mahāyogatantras:
- Guhyāsamājatantrapradīpodyotanaṭīkā ṣaṭkoṭivyākhyā
- Mañjuvajramukhyākhyāna

#### Prakaraṇas tántricas[115]
- Guhyadi-astasiddhi-samgraha (conocido como "los siete textos Siddhi" en el Mahamudra tibetano): Guhyasiddhi de Padmavajra, Prajñopayaviniscayasiddhi, Jñānasiddhi de Indrabhūti, Advayasiddhi, Guhyatattva, Yogini Cinta y Sahajasiddhi.[116][117]
- Advayavajrasaṇgrahaḥ (obras de Advayavajra/Maitripa, con 25 obras amanasikara que son clave para la tradición Mahamudra).[117]
- El Sekanirdeśapañjikā de Rāmapāla, un comentario de Rāmapāla sobre el Sekanirdeśa (también llamado Sekanirdeśa) de su maestro Advayavajra (Maitreya/Maitrīpa).[118]
- Caryāmelāpakapradīpa (La lámpara que integra las prácticas) por el tántrico Aryadeva
- Cittaviśuddhiprakaraṇa por el tántrico Aryadeva
- Svādhiṣṭhānakramaprabheda por el tántrico Aryadeva
- El Tattvasiddhi de Śāntarakṣita (quizás un pseudo-Śāntarakṣita)
- Advayasiddhir nāma sādhanopāyikā de Lakṣmīkarā
- Subhāṣitasaṃgraha (Colección de declaraciones aforísticas)
- Yuktipradīpa o Yuktidīpa (Una lámpara de razonamiento)
- Caturthasadbhāvopadeśa de Ratnavajra
- Tattvaratnāvalokavivaraṇa (Una elucidación de "Una consideración de la preciosa realidad") por Vāgīśvarakīrti

#### Vyākaraṇa
- Paribhāṣāvṛtteh
- Laghukaumudīvyākaraṇam

#### Jyotiḥśāstra(tratados astrológicos)
- Kālacakrāvatāraḥ

#### Drama
- Sariputraprakaraṇa de Asvaghosha (capítulos parcial, noveno y último).
- Nāgānanda de Śrī Harṣa, cuenta la historia del Bodhisattva Jīmūtavāhavana.

#### Dohas (canciones)
- La obra de Kṛṣṇapa (siglos X-XI) Dohākoṣa y sus dos comentarios (Dohākoṣaṭīke).[119]

#### Gramática
Los autores indios budistas compusieron numerosas obras de gramática sánscrita, como:
- El Kaumāralāta (la más antigua de estas obras gramaticales realizada por un budista), que también abarca algunas formas índicas medias no estándar del sánscrito budista
- El Kātantra de Sarvavarman, una obra muy popular que fue ampliamente utilizada por los budistas
- El comentario (vrtti) de Durgasimha sobre el Kātantra (c. entre los siglos VI y VIII)
- El Cāndravyākaraṇa de Candragomin (c. 450 EC) y su vrtti (comentario)

#### Ayurveda
- El tratado médico encontrado en el Manuscrito Bower, que contiene uno de los primeros tratados ayurvédicos escritos en sánscrito híbrido budista.[122]
- El Aṣṭāṅgahṛdayasaṃhitā (siglo VII) de Vāgbhaṭa es una obra de medicina influenciada por los principios del budismo Mahayana.[123]
- El Jīvakapustaka, que se presenta como la obra de Jīvaka, el médico personal de Buda.[124]